# Hvilsager Sogn
Hvilsager Sogn er et sogn i Syddjurs Provsti (Århus Stift).
I 1800-tallet var Lime Sogn anneks til Hvilsager Sogn. Begge sogne hørte til Sønderhald Herred i Randers Amt. Hvilsager Sogn tilhørte Mørke-Hvilsager Kommune fra 1842 til 1851 og Hvilsager-Lime Kommune fra 1852 til 1979. Hvilsager-Lime Kommune blev ved kommunalreformen i 1970 indlemmet i Rosenholm Kommune, som ved strukturreformen i 2007 indgik i Syddjurs Kommune.
I Hvilsager Sogn ligger Hvilsager Kirke.
I sognet findes følgende autoriserede stednavne:
- Bendstrup (bebyggelse, ejerlav)
- Bendstrup Enge (areal)
- Bøjen (bebyggelse, ejerlav)
- Hejlskov (bebyggelse, ejerlav)
- Hvilsager (bebyggelse, ejerlav)
- Hvilsager Skov (areal)
- Sønder Kastrup (bebyggelse, ejerlav)
- Sandmark Skov (areal)
- Skaføgård (ejerlav, landbrugsejendom)
- Termestrup (bebyggelse, ejerlav)